# Oreopanax bullosus
Oreopanax bullosus är en araliaväxtart som beskrevs av Joseph Decaisne, Jules Émile Planchon och Hermann Harms. Oreopanax bullosus ingår i släktet Oreopanax och familjen Araliaceae. Inga underarter finns listade.